# Poeta doctus
Als Poeta doctus (lat. gelehrter Dichter) wird in der Philologie das Idealbild eines Dichters oder Schriftstellers bezeichnet, der in seinen Werken breite Kenntnisse über verschiedene Wissensgebiete voraussetzt und darauf ausdrücklich oder auch unausgesprochen Bezug nimmt, etwa Mythologie, Geographie, Geschichte und die Literatur seiner Vorgänger.

## Hintergrund und Definition
Das Ideal des poeta doctus war in der Antike seit dem Hellenismus verbreitet. Es bildet den Gegensatz zum vates, dem gottbegnadeten Seher, zum Genie und zum Naturtalent. Beispiele für antike poetae docti sind etwa die Mitglieder der alexandrinischen Dichterschule um Kallimachos oder die Neoteriker um Catull.
Im Mittelalter war das Stilmittel in Form von Kommentaren und Sentenzen und die Verbindung der beiden, der Sentenzenkommentar ebenfalls weit verbreitet. Die Vorstellung von einem solchen „Gelehrten Dichter“ entsprach bis in die Mitte des 18. Jahrhunderts mehr der Vorstellung, dass die Dichtkunst erlernbar sei und weniger der eigenen Inspiration entspringe.
In der Neuzeit bis ins 19. Jahrhundert waren die meisten deutschen Dichter und Schriftsteller gelehrt in dem Sinne, dass sie die Literatur der Antike und der deutschen Klassik im Wesentlichen aus eigener Lektüre kannten und in ihren eigenen Werken weiterverarbeiteten.  Neuzeitliche Autoren werden dann poeta doctus genannt, wenn ihre Werke auf besonders eingehenden Studien klassischer Vorbilder beruhen, was für den Durchschnittsleser nicht ohne weiteres erkennbar sein muss. So hat man beispielsweise August von Platen einen poeta doctus genannt, weil er in seinen Gedichten antike Versmaße bis ins Einzelne originalgetreu nachbildet. Auch Ingeborg Bachmann oder der portugiesische Dichter Luís Camões wurden manchmal als poeta doctus bezeichnet. Gleiches gilt etwa für die Gedichte von Konstantinos Kavafis oder in der Gegenwart für einige Gedichte Durs Grünbeins.